# 神門神社
神門神社（みかどじんじゃ）は、宮崎県東臼杵郡美郷町にある神社。祭神は大山祇神、百済の禎嘉王、倉稲魂命、品陀和気命（応神天皇）ほか。本殿は国の重要文化財に指定されている。

## 概要
養老2年（718年）の創建と伝えられる。
『神門神社縁起』によると、奈良時代中期の孝謙天皇天平勝宝八歳(756年)、660年に滅亡したはずの百済より政争を逃れたという王族の禎嘉王とその子の福智王、華智王が日向の海岸に漂着し、やがて禎嘉帝は神門の地に落ち着き、福智王は現在の木城町に住んだとされる。「益見太郎」または「益シ見ル者」の援助があり、父子はこの地で崇敬され、死後は神として祀られたという（詳細は後述）。
『三国史記』によると、756年は統一新羅・景徳王の時代で、この前後に災害が続き民が飢えたことが記されている。
日本側の記録『続日本紀』によると、天平宝字三年九月四日(759年)条に、以下のように記されている。

## 4つの異なる伝承
以下の四書において、伝承が異なる。
①『神門神社縁起』(宝暦五年六月,源光章)
②『比木大明神縁起』(宝暦五年七月七日,源光章)
③『日向旧跡見聞録』(宝永九年閏七月,笠原道順)
④『筑紫日記』寛政四年閏二月十九日条
①②は甲斐州山梨郡山王社神主である源光章によって作成されたものである。それぞれ前半部分は佐土原町上田島にある仏日山大光寺拙堂禅師が持ち込んだ『比木祠旧記』の写しで、後半は源光章による考証である。
『比木祠旧記』文中では、天平勝宝八歳を「天平勝宝八年」と誤記している。
また、文中には1580年代に開始された唐津焼が登場する。
①では、源光章による考証部分で「孝謙天皇時、百済王子金泰廉等朝貢事」と百済と新羅を混同している(②では「新羅」と修正されている)。
『比木祠旧記』の内容も、①②間で異なる。
- ①は送り仮名を漢字表記。②ではカタカナ表記(例：「与利」＝「ヨリ」)
- ①では「貞嘉帝」、②では「禎嘉王」
- ①では「和国は神国である」という貞嘉帝の言葉がある
- ②では、日向国に着くまでの道筋が簡単になっている。筑紫へ行ったこと、風に流されたことを書いていない
- ①では「益見太郎」が固有名詞、②では「益シ見ル者」と固有名詞になっていない(ただし『宮崎県史　別編　神話伝承資料』収録の天保三年写本では「益見ナル者」に改竄されている)
- ①では貞嘉帝の皇后の名前は無く、単に鴫野村に葬ったとある
- ②には、若御子宮の話がある。また、舎人七人の話がある
- ②には、王次子(華智王)の名前が書かれていない

③は笠原道順が現地古老に取材して実見するところをまとめたものである。
本書では百済関連の伝承は語られない。比木神社に祭られているのは福智王とせず、「異国の大将軍」であると地元民は述べる。
著者はそれを誤りとし、祭神である大己貴命が、国譲りの後にこの地で蟄居したためであろうと論じる。
神輿の巡行については、大己貴命が独り日本国に留まって経営を続けたことに由来するという。
④は高山彦九郎の巡遊日記である。神門神社の祭神について、「百済王とも源頼朝の子供ともいう」と述べる。
王の遺品として伝わる鏡24面が社宝として残っている。神社の近くの国道446号線沿いに「百済王貞嘉帝古墳」と書かれた標柱が立てられている。標柱の南約50メートルほどのところの畑の中に、封土の大部分が削平された塚ノ原古墳がある。本殿の屋根裏には、千点以上の鉄鉾や鉄鏃などの武器類が保管されており、地域の武器庫とのかかわりが考えられる。さらに、須恵器の大甕や古墳時代の直刀や銅鈴、馬鐸（ばたく）などが保存されている。

## 文化財
重要文化財
- 本殿

寛文元年（1661年）に建立された七間社流造の社殿。現在は社殿保護のため覆屋が造られている。平成12年（2000年）12月4日指定。
選択無形民俗文化財
- 日向南郷神門神社・木城比木神社の師走祭り

毎年旧暦の12月（例年新暦の1月最終週頃）に行われる1,000年の伝統を誇る祭りである。木城町の比木神社に祀られている福智王の御神体が、90kmの道程を旅して神門神社に祀られている父の禎嘉王に対面する祭礼で3日間行われる。以前は全行程徒歩で行われていたため10日かけて行われていた。対面した初日から2日目にかけては神楽が舞われる。3日目の別れの儀式では皆で顔にかまどの墨を塗る「へぐろ塗り」が行われる。平成3年（1991年）1月25日選択。
宮崎県文化財
- 銅鏡33面

古墳時代の鏡4面、奈良時代の唐式鏡17面、平安時代の鏡3面、室町時代以降の鏡9面の計33面。昭和40年（1965年）8月17日指定。現在は「西の正倉院」に収蔵されている。
- 板絵観音菩薩正体1面

応永8年（1401年）僧侶の比丘長存が描いた。昭和40年（1965年）8月17日指定。

## アクセス
- JR日豊本線 日向市駅前の都町バス停より宮崎交通バス神門行きで1時間10分。百済の館前バス停下車すぐ